# Réserve naturelle nationale des grottes et des pelouses d'Acquin-Westbécourt et des coteaux de Wavrans-sur-l'Aa
La réserve naturelle nationale des grottes et des pelouses d'Acquin-Westbécourt et des coteaux de Wavrans-sur-l'Aa (RNN167) est une réserve naturelle nationale située dans les Hauts-de-France. Classée en 2008, elle occupe une surface de 54 hectares et participe au réseau Natura 2000 et à la trame verte régionale. Elle est issue du regroupement de deux anciennes réserves naturelles volontaires.

## Localisation

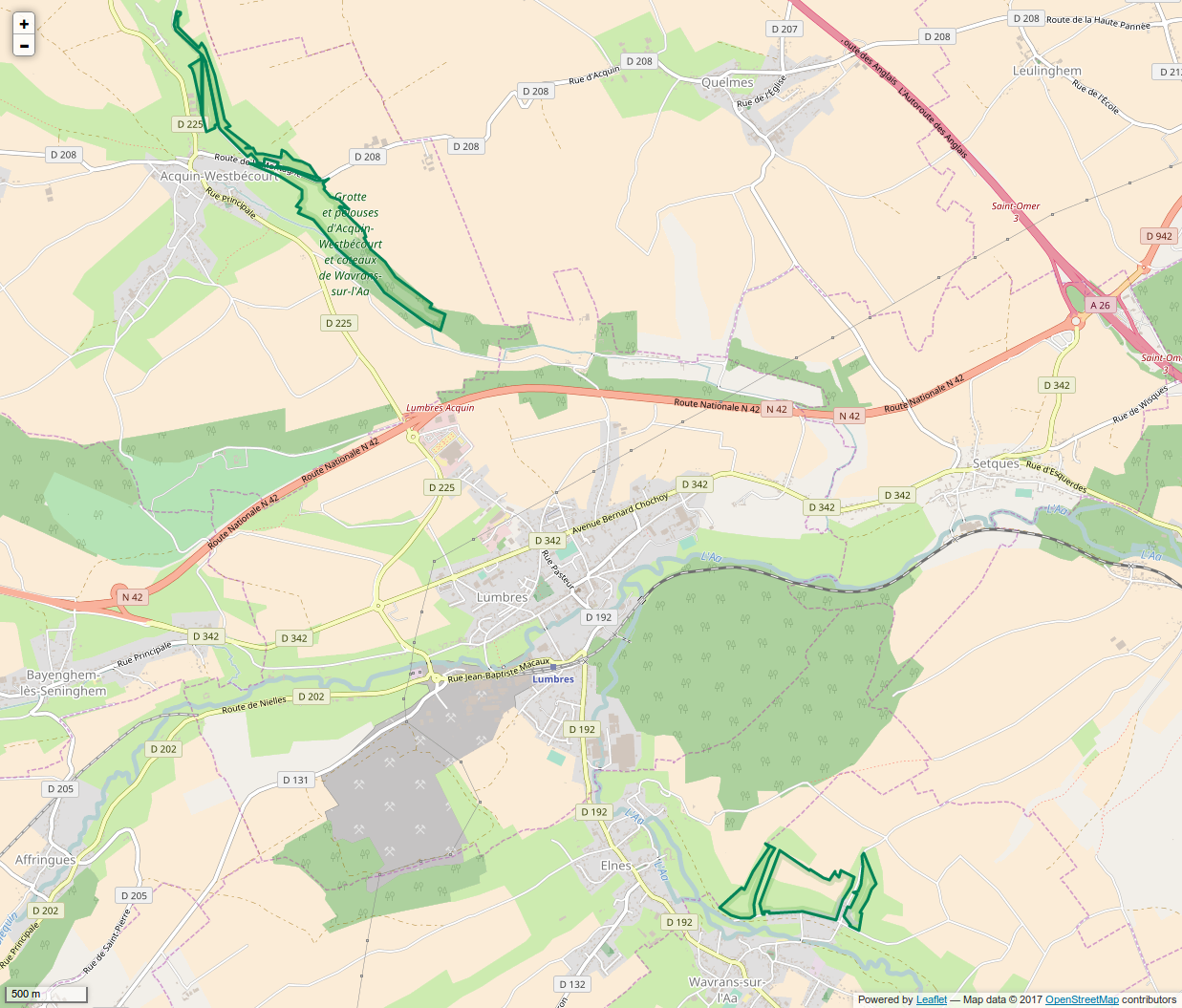
Périmètre de la réserve naturelle.

Le territoire de la réserve naturelle est dans le département du Pas-de-Calais, en aval de la région de l'Audomarois, dans le bassin de l'Aa et dans la région naturelle du Haut-Pays de l’Artois. Il est situé sur les communes de d'Acquin-Westbécourt et de Wavrans-sur-l'Aa avec respectivement :
- 30 ha à Acquin-Westbécourt, répartis comme suit
  - Section A : parcelles nos 411, 588, 948, 949 ;
  - Section B : parcelles nos 109, 110, 385 ;
  - Le chemin rural d'Acquin à Boisdinghem, la voie communale no 6 de Boisdinghem à Acquin et la route départementale 208 étant inclus dans le périmètre de la réserve.
- 24 ha à Wavrans-sur-l'Aa, répartis comme suit
  - Section A : parcelles nos 109, 110, 116 à 118, 910, 976.

## Histoire du site et de la réserve

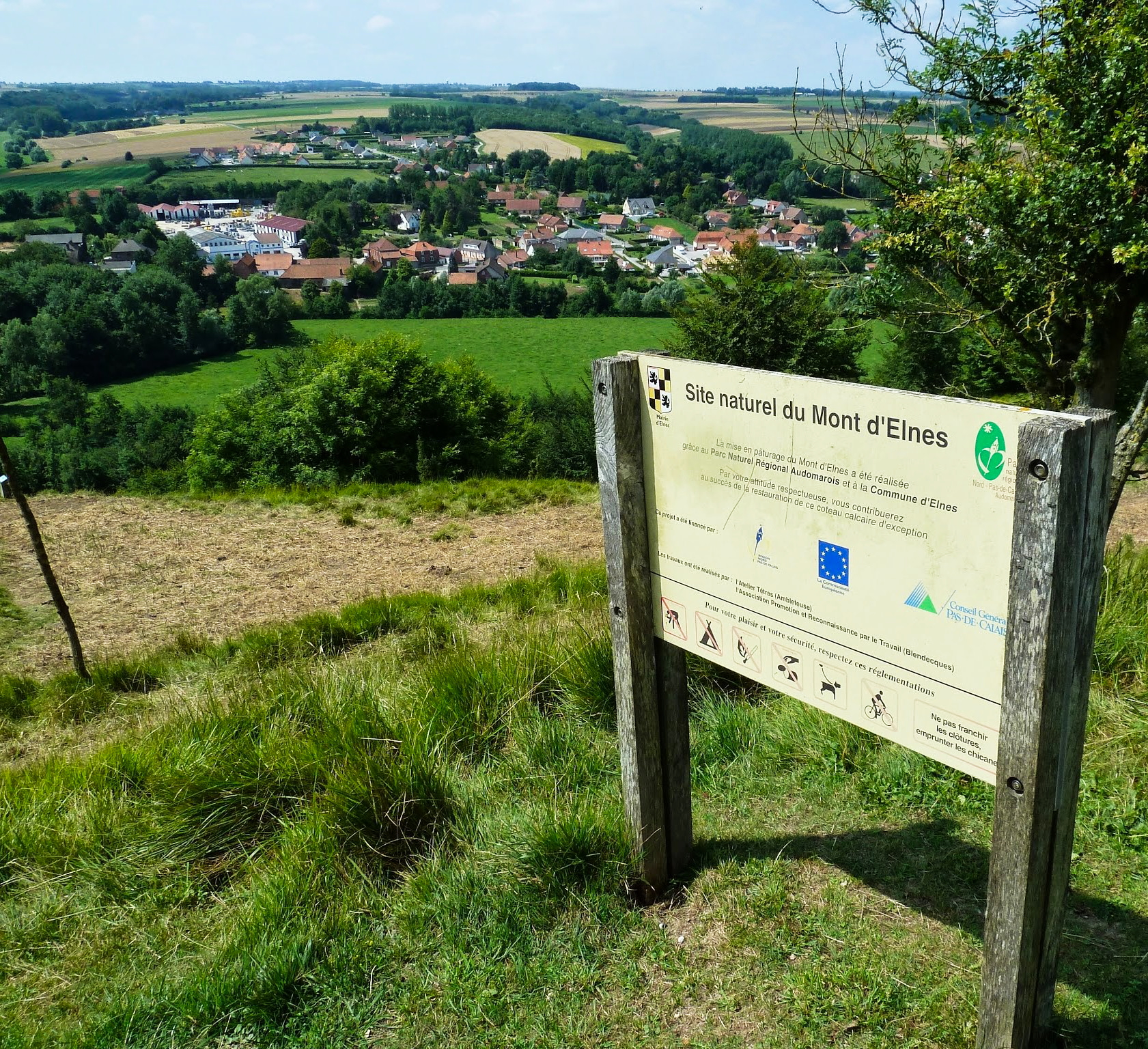
Elnes vu des coteaux de Wavrans-sur-l'Aa

La réserve associe deux habitats différents, le premier est souterrain et présentant un grand intérêt en tant que gîte pour les chauves-souris, le second est constitué des coteaux calcaires de grande valeur patrimoniale.
La zone est située dans une région d'agriculture intensive et à proximité d'un grand bassin industriel (Papeterie, verrerie-Cristallerie, et fortement urbanisé, qui peuvent expliquer quelques éventuelles séquelles de pollution.

## Écologie (biodiversité, intérêt écopaysager…)
Le site, bien que pour partie artificialisé, offre des habitats de substitution importants pour la flore et faune sauvage et s'inscrit dans un réseau de sites d'importances régionales voire paneuropéenne. La réserve abrite de nombreuses espèces patrimoniales, dont des orchidées.
Les pratiques pastorales abandonnée dans les années 1940-1950 sont aujourd'hui réintroduites par le plan de gestion, permettant de retrouver les impacts positifs de la fréquentation des moutons qui se substituaient à la faune sauvage des grands herbivores disparus pour entretenir un milieu ouvert de pente. Cette pratique est aussi l'occasion de contribuer avec le CRRG (Centre régional des ressources génétiques) au sauvetage d'une race locale qui a failli disparaitre dans les années 1970 : le mouton boulonnais.

### Flore
Sur ce site, les pelouses offrent tous les stades d’évolution des pelouses calcicoles d’intérêt communautaire.
La diversité floristique est exceptionnelle. On y trouve près de 320 taxons, dont 13 espèces protégées régionalement et 55 espèces reconnues par la DIREN comme d’un grand intérêt patrimonial.

### Faune

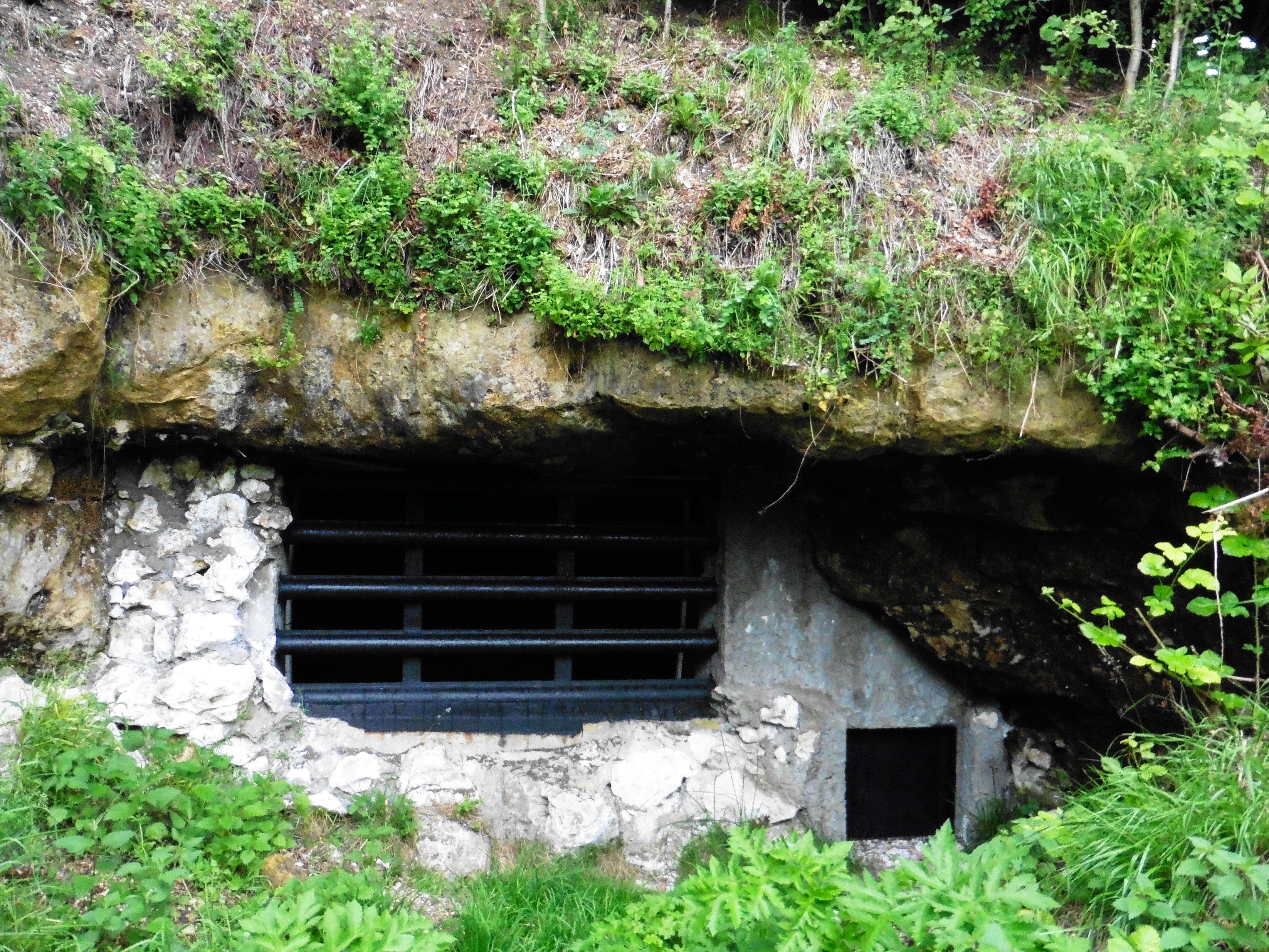
Grotte d' Acquin-Westbécourt

Les Chiroptères sont notamment bien représentés dans la réserve avec la présence d'espèces emblématiques pour la région (Grand rhinolophe, Murin à oreilles échancrées, Grand Murin) et exceptionnel en France (Murin des marais). 

#### Invertébrés, insectes
La richesse entomologique est exceptionnelle pour la région ;
Le très rare Dectique verrucivore (Decticus verrucivorus) trouve à Wavrans sur l’Aa l’un des derniers habitats propices du Nord de la France, de même que le Sténobothre nain (Stenobothrus stigmaticus) devenu très rare dans toute l'Europe en raison de la dégradation ou destruction de ses biotopes.

### État, pressions ou menaces, réponses
Les ruissellement ou retombées (via les eaux météoriques) d'engrais ou pesticides émanant des cultures ou traitement des bords de routes des zones périphériques comptent parmi les facteurs de pression, de même que la surfréquentation (canalisée par divers aménagements), les chauve-souris étant particulièrement vulnérables au dérangement. La chasse est aussi un facteur de dérangement et de pollution par le plomb (source de saturnisme animal).

#### Degré de fragmentation écologique
Le chemin rural d'Acquin à Boisdinghem, et la voie communale no 6 de Boisdinghem sont des facteurs de fragmentation et potentiellement de roadkill, mais sont inclus dans le périmètre de la réserve, ce qui donne la possibilité au gestionnaire d'y proposer une gestion plus écologique et différentiée).
De nuit, la zone est relativement épargnée par la pollution lumineuse directe qui est un facteur de fragmentation écologique de l'environnement nocturne (dont la préservation est nécessaire à celle des chauve-souris), mais le halo des villes voisines (Saint-Omer, Lumbres et Arques) y est très perceptible. Le Parc naturel régional des Caps et Marais d'Opale a mis en œuvre une démarche de sensibilisation sur cette question, avec notamment une exposition intitulée « N'éteignez pas nos étoiles» présentée au public le 3 avril 2008

## Intérêt touristique et pédagogique
Le site comprend des sentiers de découvertes, accessibles toute l'année et accessibles aux handicapés. D'autres sites, à vocation écologique, peuvent être visités à proximité.

## Administration, plan de gestion, règlement
La réserve naturelle est gérée par le Conservatoire d'espaces naturels du Nord et du Pas-de-Calais et la commune de Wavrans-sur-l'Aa.
Le préfet organise les conditions de gestion de la réserve conformément aux articles R. 332-15 à R. 332-22 du code de l'environnement. L'accès à la grotte est ainsi interdit pendant la période d'hibernation des chiroptères. Les dates de début et de fin d'interdiction d'accès sont fixées par le préfet, en cohérence avec le plan de gestion, après avis du conseil scientifique régional du patrimoine naturel. Hors période d'hibernation, l'accès est également réglementé par le préfet.
Les prélèvements d'échantillons de roches, de fossiles et de minéraux sont interdits dans la réserve, sauf autorisation délivrée à des fins scientifiques par le préfet, qui réglemente aussi la chasse, la circulation et le stationnement des personnes ainsi que les activités sportives ou touristiques. Le préfet peut prendre (après avis du conseil scientifique régional du patrimoine naturel), toutes mesures compatibles avec le plan de gestion en vue d'assurer la conservation d'espèces animales ou végétales ou la limitation d'animaux ou de végétaux surabondants dans la réserve. Les espèces animales ou végétales invasives et exogènes sont éliminées selon les moyens recommandés par le conseil scientifique régional du patrimoine naturel (Voir le décret pour plus de détails)
Le pâturage est utilisé pour la gestion de certains milieux, conformément aux objectifs du plan de gestion de la réserve. Les intrants et la charge de pâturage peuvent être réglementés par le préfet.

### Outils et statut juridique
La réserve naturelle a été créée par un décret no 2008-219 du 5 mars 2008.